# 马来西亚联邦政府首席秘书
马来西亚政府首席秘书，又称马来西亚联邦政府首席秘书，是马来西亚公共服务机制当中的最高领导，同时担任马来西亚内阁秘书与首相署秘书长。此职位由最高元首委任，且对首相负责。现任政府首席秘书为山蘇阿茲里，上任于2024年。

## 历任政府首席秘书[2]
| #   | 照片 | 政府首席秘书                                             | 在任时间      | 在任时间       | 在任时间 | 首相 |
| #   | 照片 | 政府首席秘书                                             | 就任          | 离任           | 任期     | 首相 |
| --- | ---- | -------------------------------------------------------- | ------------- | -------------- | -------- | --- |
| 1.  |      | 敦 阿都阿兹阿都马吉 （1908年–1975年）                    | 1957年8月1日  | 1964年8月31日  | 7年30天  | 东姑阿都拉曼 （1957年–1970年） 阿都拉萨 （1970年–1976年） 胡先翁 （1976年–1981年）                                     |
| 2.  |      | 丹斯里拿督斯里 阿都嘉米尔·阿都莱斯 （1912年–1994年）     | 1964年9月1日  | 1967年11月6日  | 3年66天  | 东姑阿都拉曼 （1957年–1970年） 阿都拉萨 （1970年–1976年） 胡先翁 （1976年–1981年）                                     |
| 3.  |      | 丹斯里拿督斯里 东姑莫哈末·东姑布哈努丁 （1912年–1994年） | 1967年11月7日 | 1969年12月31日 | 2年54天  | 东姑阿都拉曼 （1957年–1970年） 阿都拉萨 （1970年–1976年） 胡先翁 （1976年–1981年）                                     |
| 4.  |      | 丹斯里 阿都卡迪尔·山苏丁 （1920年–1978年）               | 1970年1月1日  | 1976年9月30日  | 6年273天 | 东姑阿都拉曼 （1957年–1970年） 阿都拉萨 （1970年–1976年） 胡先翁 （1976年–1981年）                                     |
| 5.  |      | 敦 阿都拉·莫哈末沙烈 （1926年–2006年）                   | 1976年10月1日 | 1978年12月31日 | 2年91天  | 胡先翁 （1976年–1981年） 马哈迪·莫哈末 （1981年–2003年）                                                               |
| 6.  |      | 敦 阿都拉·阿育 （1926年–2018年）                         | 1979年1月1日  | 1982年11月30日 | 3年333天 | 胡先翁 （1976年–1981年） 马哈迪·莫哈末 （1981年–2003年）                                                               |
| 7.  |      | 丹斯里 哈欣·阿曼 （1929年–2018年）                       | 1982年12月1日 | 1984年6月14日  | 1年196天 | 胡先翁 （1976年–1981年） 马哈迪·莫哈末 （1981年–2003年）                                                               |
| 8.  |      | 丹斯里 沙烈胡丁·莫哈末 （1932年-）                       | 1984年6月15日 | 1990年1月31日  | 5年230天 | 马哈迪·莫哈末 （1981年–2003年） 阿都拉·巴达威 （2003年–2009年）                                                        |
| 9.  |      | 敦 阿末沙基 （1938年–2021年）                            | 1990年2月1日  | 1996年9月16日  | 6年228天 | 马哈迪·莫哈末 （1981年–2003年） 阿都拉·巴达威 （2003年–2009年）                                                        |
| 10. |      | 丹斯里 阿都哈林阿里 （1943年-）                          | 1996年9月17日 | 2001年1月31日  | 4年136天 | 马哈迪·莫哈末 （1981年–2003年） 阿都拉·巴达威 （2003年–2009年）                                                        |
| 11. |      | 丹斯里 三苏丁奥斯曼 （1946年-）                          | 2001年2月1日  | 2006年9月2日   | 5年213天 | 马哈迪·莫哈末 （1981年–2003年） 阿都拉·巴达威 （2003年–2009年）                                                        |
| 12. |      | 丹斯里 西迪哈山 （1952年-）                              | 2006年9月3日  | 2012年6月23日  | 5年294天 | 阿都拉·巴达威 （2003年–2009年） 纳吉·阿都拉萨 （2009年–2018年）                                                        |
| 13. |      | 丹斯里 阿里韩沙 （1955年–2022年）                        | 2012年6月24日 | 2018年8月28日  | 6年65天  | 纳吉·阿都拉萨 （2009年–2018年） 马哈迪·莫哈末 （2018年–2020年）                                                        |
| 14. |      | 丹斯里 依斯邁巴卡 （1960年-）                            | 2018年8月29日 | 2019年12月31日 | 1年124天 | 马哈迪·莫哈末 （2018年–2020年）                                                                                        |
| 15. |      | 丹斯里拿督斯里 莫哈末祖基阿里 （1962年-）                | 2020年1月1日  | 2024年8月10日  | 4年222天 | 马哈迪·莫哈末 （2018年–2020年） 慕尤丁·雅辛 （2020年–2021年） 依斯迈沙比里 （2021年–2022年） 安华·依布拉欣 （2022年-） |
| 16. |      | 拿督斯里 山蘇阿茲里 （1969年-）                          | 2024年8月12日 |                | 234天    | 安华·依布拉欣 （2022年-）                                                                                              |

### 在世前任首席秘书
| 姓名                  | 在任时间      | 出生日期               |
| --------------------- | ------------- | ---------------------- |
| 丹斯里沙烈胡丁·莫哈末 | 1984年–1990年 | 1932年9月9日（92岁）   |
| 丹斯里阿都哈林阿里    | 1996年–2001年 | 1943年7月1日（81岁）   |
| 丹斯里三苏丁奥斯曼    | 2001年–2006年 | 1946年3月3日（79岁）   |
| 丹斯里西迪哈山        | 2006年–2012年 | 1952年6月24日（72岁）  |
| 丹斯里依斯邁巴卡      | 2018年–2020年 | 1960年1月19日（ 65岁） |
| 丹斯里莫哈末祖基阿里  | 2020年–2024年 | 1962年8月11日（ 62岁） |